# 萩原工業
萩原工業株式会社（はぎはらこうぎょう、英: HAGIHARA INDUSTRIES INC.）は、岡山県倉敷市水島に本社を置く、化学繊維製品を製造・販売するメーカー。東京証券取引所プライム市場上場。

## 概要
1892年（明治25年）、岡山県浅口郡西阿知町（現在の倉敷市西阿知町）に、い草を使用した畳表や花筵を扱う萩原商店として創業。
1962年（昭和37年）、花筵たて糸用ポリエチレン糸の製造販売を目的に株式会社萩原商店水島工場を分社独立し、現在は水島臨海工業地帯の一画に本社を置くブルーシートのトップメーカーとなっている。

## 沿革
- 1962年（昭和37年）11月29日 - 会社設立。資本金1,500万円。
- 1964年（昭和39年） - 合成樹脂繊維フラットヤーンを開発[1]。
- 1967年（昭和42年） - アメリカ・中近東・中南米・東南アジアにプラント輸出開始。
- 1970年（昭和45年） - 笠岡工場完成。東京営業所開設。
- 1973年（昭和48年） - 現在地に本社工場完成。
- 1989年（平成元年） - 里庄工場完成。
- 1991年（平成 3年） - 物流センター完成。
- 1994年（平成 6年） - 札幌営業所を開設。
- 1995年（平成 7年） - 資本金7億200万円。
- 2000年（平成12年） - 大阪証券取引所第2部上場（2007年6月23日上場廃止）。資本金10億800万円。
- 2001年（平成13年） - 東京証券取引所第2部上場。
- 2002年（平成14年） - 福岡営業所を開設。
- 2004年（平成16年） - 「ISO 9001:2000」取得。
- 2013年（平成25年） - 岡山県文化奨励賞受賞。
- 2014年（平成26年） - 東京証券取引所第1部に指定替え。
- 2018年（平成30年） - 海外代理店EPC社買収。
- 2018年（平成30年） - 日本でいちばん大切にしたい会社大賞経済産業大臣賞受賞。
- 2018年（平成30年） - 東洋平成ポリマー株式会社を買収。

## 事業所
- 本社・工場 - 岡山県倉敷市水島中通

- 合成樹脂事業部
  - 賀陽工場 - 岡山県加賀郡吉備中央町
  - 里庄工場 - 岡山県浅口郡里庄町
  - 物流センター - 岡山県倉敷市南畝
  - 東京支店 - 東京都千代田区
  - 札幌営業所 - 北海道札幌市中央区

- エンジニアリング事業部
  - 東海オフィス - 岐阜県羽島市

## 系列企業
- 日本ファブウエルド - 岡山県笠岡市
- PT.HAGIHARA WESTJAVA INDUSTRIES - インドネシア・ジャカルタ
- 青島萩原工業有限公司 - 中国・山東省
- 萩華機械技術（上海）有限公司 - 中国・上海市
- BarChip Inc.［バルチップ株式会社］- 岡山県倉敷市
- BarChip Asia Pte Ltd - シンガポール
- BarChip Australia Pty Ltd - オーストラリア・ブリスベン
- BarChip EMEA Ltd - アイルランド・ダブリン
- BarChip Canada Concrete Products Inc. - カナダ・ケベック
- BarChip USA Inc. - アメリカ・ノースキャロライナ
- BarChip Mexico, S.A. DE CV - メキシコ・メキシコシティ
- BarChip Peru S.A.C - ペルー・リマ
- BarChip Brasil Fibras para Construcao Civil Ltda - ブラジル・サンパウロ
- BarChip Chile S.A. - チリ・サンティアゴ

## 関連企業
- 萩原株式会社

## 提供番組
- 萩原工業presents ハミダセ!アミダセ!STU48（FM岡山）